# Eurybia surculosa
Eurybia surculosa е вид многогодишно тревисто растение от семейство Сложноцветни (Asteraceae).

## Разпространение
Видът е разпространен в пясъчните почви по крайбрежните равнини на източната част на Съединените щати.